# Maglić (montagne)
Pour les articles homonymes, voir Maglic.
Le Maglić est un sommet des Alpes dinariques situé sur la frontière entre la Bosnie-Herzégovine et le Monténégro. Il possède deux pics principaux, le Crnogorski Maglić à 2 388 mètres d'altitude, du côté monténégrin, à l'est, et le Bosanski Maglić 2 386 mètres d'altitude du côté bosnien, à l'ouest. Ce dernier est le point culminant de la Bosnie-Herzégovine ; de fait, l'appellation Maglić désigne souvent de manière restreinte ce sommet.
Le sommet est situé à environ 25 kilomètres à vol d'oiseau au sud de Foča et 21 kilomètres au nord-est de Gacko. Le nord du Maglić est situé dans le parc national de Sutjeska et appartient à la réserve de Perućica qui contient entre autres l'une des dernières forêts primaires d'Europe. La source de la rivière Sutjeska se situe au sud-ouest du sommet.
Du sommet, il est possible d'apercevoir à environ 30 kilomètres de distance le mont Bobotov Kuk (2 522 m), un des points culminants du Monténégro dans le parc du Durmitor. Ce mont est toutefois séparé du Maglic par le profond canyon de la Piva.

## Ascension
Il existe plusieurs sentiers, tous bien indiqués, menant au sommet du Maglic.
Depuis Tjentište, une route quitte la M 20 à moins d'un kilomètre du monument de Tjentiste, un panneau (à 560 m d'altitude) indiquant à la bifurcation la direction de Dragos Sedlo, du Maglic et de Vucevo. Cette route est tout d'abord asphaltée — quoique très détériorée — puis rapidement elle se transforme en une route forestière relativement roulante, et empruntable — en restant précautionneux — avec un véhicule ordinaire. À mi-parcours, une barrière a été installée à l'entrée dans le parc national, où le ticket d'entrée doit être acheté. Peu après, la route passe à proximité du belvédère de Skakavac, qui offre une vue directe sur la forêt de Perućica. Après une quinzaine de kilomètres, à 1 560 m d'altitude, la route offre une bifurcation.
- L'accès le plus rapide au sommet s'effectue depuis le versant nord-ouest et le lieu-dit Prijevor (1 660 m), avec un temps de parcours indiqué de 2 h 30. Le point culminant accueille un drapeau métallique ainsi qu'un promontoire aux couleurs de la république serbe de Bosnie.
- Le deuxième accès principal depuis la Bosnie-Herzégovine s'effectue depuis le parking de Lokva Dernecište (versant nord-est). L'ascension est indiquée en 4 h, en empruntant tout d'abord un sentier relativement bien visible et traversant des prairies. Puis le sentier devient plus raide à l'approche du flanc de la montagne. Les parties les plus abruptes ont été sécurisées à l'aide de câbles en tant que main courante, particulièrement utiles du fait du terrain relativement gras par endroits. Une fois la crête rejointe, le sentier rejoint celui en provenance du Monténégro et du lac Trnovacko. Les derniers mètres d'ascension dans les rochers nécessitent l'usage des mains pour l'équilibre.
- Depuis le parking de Prijevor, un sentier descendant rejoint d'abord une prairie, puis après une remontée, le lac Trnovacko et le territoire du Monténégro. L'entrée dans le parc naturel de Piva depuis le lac nécessite aussi de payer un ticket d'entrée indépendant du billet bosniaque. La durée indiquée pour effectuer cette première partie du parcours est de 2 h. De là, le sommet (versant sud) est indiqué en 3 h de marche. Après avoir contourné le lac, un sentier monte sur une pente herbeuse, pour atteindre à 2 148 m d'altitude un plateau, qui rejoint peu avant le sommet le sentier partant de Lokva Dernecište. Un point d'approvisionnement en eau existe sur ce plateau.

Le dernier sentier principal d'accès au sommet (versant sud-est), le seul à être 100 % en territoire monténégrin jusqu'au sommet, part depuis les hauteurs de Mratinje, village situé sur les berges occidentales du lac artificiel de la Piva. Le sentier rejoint sur le plateau celui en provenance du lac Trnovacko.